# Konrad Haebler
Konrad Haebler (Dresden, 29 de Outubro de 1857 — Wehlen, 13 de Dezembro de 1946) foi um bibliófilo, bibliotecário e investigador alemão. Estudioso da história e da cultura dos países ibéricos, especializou-se na produção tipográfica espanhola e portuguesa nos séculos XV a XVII, tendo publicado importante obra sobre esta matéria.

## Biografia
Estudou linguística na Universidade de Leipzig, onde se doutorou em 1882. 
A partir 1879 passou a trabalhar como assistente de investigação na Real Biblioteca Pública de Dresden, onde se afirmou como um reconhecido perito na história e literatura da Espanha. Esta afinidade para com a cultura espanhola (ou ibérica, já que também se interessou pela história de Portugal) adveio-lhe, segundo afirma num seu escrito de 1943,  de ter conhecido, no seu último ano no ensino secundário, uma jovem de nome Carmen Dolores, o que lhe despertou uma imensa fantasia.
Fez várias viagens à Península Ibérica, entre as quais  uma, em 1889, acompanhando o futuro rei Frederico Augusto III da Saxónia, que aproveitou para conhecer novas fontes para os seus estudos. Manteve também extensa correspondência com intelectuais espanhóis e portugueses, entre os quais o general Jacinto Inácio de Brito Rebelo.
Na sequência da investigação que realizou para a escrita de uma obra sobre a economia de Espanha no século XVI passou a interessar-se pela história da impressão e da edição de livros na Península Ibérica, matéria em que se tornaria num dos maiores especialistas mundiais em tipografia antiga.
A partir de 1898 passou a ser responsável pela catalogação dos incunábulos existentes nas bibliotecas de Dresden, o que aproveitou para estudar as técnicas tipográficas, os caracteres utilizados e os diversos estilos de impressão utilizados. Na sequência destes estudos publicou em 1905 a obra Typenrepertorium der Wiegendrucke (Repertório de caracteres de prensa tipográfica). 
Em 1904 foi nomeado presidente de uma comissão destinada a elaborar um catálogo dos estilos de tipográficos das antigas prensas, cargo que exerceu até  1920. 
A partir de 1907 passou a trabalhar na Biblioteca Real de Berlim  (Königliche Staatsbibliothek zu Berlin), onde foi a partir de 1914 responsável pelo departamento de manuscritos.
Após a sua aposentação continuou os seus estudos, dedicando-se então à investigação, entre outras questões, das técnicas de encadernação da Renascença europeia.

## Principais obras publicadas
- Die wirtschaftliche Blüte Spaniens im 16. Jahrhundert und ihr Verfall (1888)
- The early printers of Spain and Portugal (1897)
- Geschichte Spaniens unter den Habsburgern (1907)
- Handbuch der Inkunabelkunde (1925)
- Rollen- und Plattenstempel des 16. Jahrhunderts (1928-1929)